# Corvette K-225
Corvette K-255 is een Amerikaanse zwart-wit oorlogsfilm uit 1943, met Randolph Scott in de hoofdrol; zijn tegenspeelster is Ella Raines (in haar eerste film). Een film uit de Tweede Wereldoorlog over die oorlog, en dus ook deels een propagandafilm. Het belicht de moeilijke strijd op de Atlantische Oceaan om Groot-Brittannië en Rusland per schip te bevoorraden, ondanks de Duitse pogingen die schepen tot zinken te brengen (vooral met onderzeeboten).
De buitenopnames werden gefilmd in Canada (onder fictieve namen); het echte korvet K-225 werd ook gebruikt (ook onder een fictieve naam). De film werd genomineerd voor één Oscar. 

## Verhaal
Tijdens de Tweede Wereldoorlog verliest een Canadese kapitein zijn oorlogsschip en een groot deel van zijn bemanning door een Duitse torpedo. Terwijl hij wacht op een nieuw schip, het Korvet K-255, maakt hij kennis met Joyce Cartwright, de zus van een van zijn gesneuvelde officieren. Bovendien wordt een andere broer van Joyce een van zijn nieuwe officieren. 
Het nieuwe schip gaat geleide verlenen aan een konvooi naar Groot-Brittannië.

## Rolverdeling
| Acteur           | Personage                 |
| ---------------- | ------------------------- |
| Randolph Scott   | korvetkapitein MacLain    |
| James Brown      | luitenant Paul Cartwright |
| Ella Raines      | Joyce Cartwright          |
| Barry Fitzgerald | Stooky O'Meara            |
| Andy Devine      | Walsh                     |
| Fuzzy Knight     | Cricket                   |
| Noah Beery jr.   | Stone                     |
| Thomas Gomez     | Smithy                    |
| David Bruce      | luitenant Rawlins         |
| Richard Lane     | viceadmiraal              |

Er was ook een kleine rol, als bemanningslid van het korvet, voor Robert Mitchum, toen in het begin van zijn carrière.